# Seaside (California)
Seaside è una città degli Stati Uniti d'America situata nella Contea di Monterey, nello Stato della California.